# Sargentodoxaceae
Sargentodoxaceae é uma família de plantas dicotiledóneas.
Segundo Watson & Dallwitz, a família é composta por apenas uma espécie, Sargentodoxa cuneata.
São lianas, que podem ser encontradas na China.
No sistema APG II, esta família não existe: a espécie é colocada na família Lardizabalaceae.